# Aviva Stadium
Stadionul Aviva este un stadion din Irlanda, cu o capacitate de 50.000 de locuri, care a găzduit finala UEFA Europa League 2011.